# El Sonido Vol. 1
El Sonido Vol.1 es el segundo álbum de estudio y el primero publicado internacionalmente por la cantante mexicoargentina Amanda Miguel. Lanzado por el Sello Discográfico Mexicano Melody Internacional en 1981. Contó con la producción de su pareja de aquel entonces Diego Verdaguer. Las canciones más destacadas del álbum son "Así no te amara jamás" y "El me mintió", consideradas por los fans como las más representativas de su carrera artística.

## Lista de canciones
Todas las canciones escritas y compuestas por Graciela Carballo, excepto donde se indica.

| A1  |                         |                 |          |  |
| N.º | Título                  | Letras          | Duración |  |
| 1.  | «Así no te amara jamás» |                 | 2:40     |  |
| 2.  | «Él me mintió»          |                 | 3:36     |  |
| 3.  | «Quiero un amor total»  |                 | 2:55     |  |
| 4.  | «Quién Será»            |                 | 4:09     |  |
| 5.  | «Amanda al piano»       | Diego Verdaguer | 3:15     |  |

| A2  |                       |          |  |
| N.º | Título                | Duración |  |
| 1.  | «Mi buen corazón»     | 4:15     |  |
| 2.  | «Hagamos un trato»    | 2:47     |  |
| 3.  | «Donde brilla el sol» | 3:22     |  |
| 4.  | «Siempre te amaré»    | 4:05     |  |